# Nici Sterling

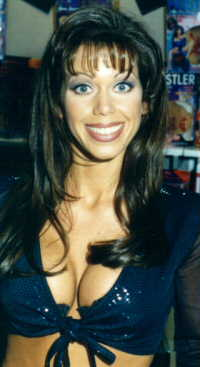
Nici Sterling, 2006

Nici Sterling (* 17. Januar 1968 als Nicola Rachel Norman in Epsom, England) ist eine ehemalige britische Pornodarstellerin.
Nachdem Sterling als Readers Wife in britischen Magazinen zu sehen war, begann sie in England ihre professionelle Karriere als Modell für Oben-ohne- und Nacktfotos. Hauptsächlich arbeitet sie in dieser Zeit für das Softporno-Magazin The Daily Sport.
Mitte der 1990er Jahre zog sie in die USA, um in der Hardcorebranche zu arbeiten. Ihr erster Film im Jahr 1994 war für John Stagliano von Evil Angel Productions und trug den Titel Buttmans British Bouncin’ Babes. Sie spielte auch in Borderline von Paul Thomas aus dem Jahr 1995, sowie in Vortex (1998).
Im Jahr 1996 gewann Sterling einen AVN Award als „Best Looking Starlet“ der Branche. Im Jahr 2007 folgte die Aufnahme in die AVN Hall of Fame.
Sie ist mit dem Darsteller Wilde Oscar verheiratet und mittlerweile nicht mehr in der Branche tätig.

## Auszeichnungen
- 1996: AVN Award: Best Looking Starlet
- 1996: AVN Award: Best Group Sex Scene (Film) (mit Felecia, Jill Kelly, Tabitha, Missy, Celeste und Dorian Grant)
- 2007: AVN Hall of Fame